# Anopheles subpictus
Anopheles subpictus este o specie de țânțari din genul Anopheles, descrisă de Giovanni Battista Grassi în anul 1899. Conform Catalogue of Life specia Anopheles subpictus nu are subspecii cunoscute.